# 劉智愛
劉智愛（1993年05月21日—），韓國女歌手，出生於韓國首爾特別市，所屬公司為YG KPLUS，曾经是Woollim娱乐旗下女子組合Lovelyz成員之一。在2010年4月Mnet的實境節目「偶像人間劇場－INFINITE你是我的哥哥」作為INFINITE的妹妹正式亮相。2013年4月24日發表數位單曲《Delight》。2014年以組合Lovelyz一員出道，隊內擔任門面、副唱。

## 簡介
劉智愛在1993年5月21日於首爾特別市出生。由於父母工作關係，直到中學二年級仍然與祖父母同住。有一個年長5歲的姊姊。原就讀首爾彌陽高中，後來轉學到首爾表演藝術高中。2010年出演Mnet的實境節目「偶像人間劇場－INFINITE你是我的哥哥」後成為Woollim旗下練習生。2013年以個人身份發表數位單曲《Delight》。2014年11月12日於Lovelyz Showcase正式出道。2021年11月18日宣布與YG KPLUS簽署合約。

## 影視作品

### 綜藝節目
| 日期          | 電視台 | 節目名稱                         | 備註                    |
| 2010年4月12日 | Mnet   | 《INFINITE-你是我的哥哥》 共08集 | (with INFINITE)         |
| 2012年6月10日 | SBS    | 《星期天真好-Running Man》       | (客串第98集-飾演女學生) |
| 2015年2月22日 | KBS2   | 《出發夢之隊2》                  |                         |

### 電視劇
| 日期   | 電視台 | 電視劇名稱     | 飾演   |
| 2023年 | SBS    | 《7人的逃脫》  | 劉智愛 |
| 2024年 | MBC    | 《第三次結婚》 | 姜荷琳 |

## 音樂作品
— 所屬團體之所有共同作品，請參閱Lovelyz。

### 數位單曲
| 單曲 | 單曲資料                                          | 曲目       |
| 1st  | 首張數位單曲《Delight》 - 發行日期：2013年4月24日 | 1. Delight |